# Laudate Ceciliam
Laudate Ceciliam (Z329) is een ode van Henry Purcell, die vermoedelijk werd opgevoerd op 22 november 1683. 
Laudate Ceciliam ('Prijst Cecilia') is Purcells kortste ode, en ook zijn enige in het Latijn. Het is een van de werken die hij schreef in opdracht van The Musical Society, ter gelegenheid van het nieuw in het leven geroepen feest van Sint Cecilia, de beschermheilige van de muziek. Aangezien dit werk uit 1683 dateert, moet het gelijktijdig met Welcome to all the pleasures, zijn andere Cecilia-ode uit dat jaar, gecomponeerd zijn. Of het ook samen met dat werk uitgevoerd werd, is niet bekend.
De tekstdichter van Laudate Ceciliam is anoniem gebleven. De ode vereist drie stemmen: een bas, een hoge tenor of alt en een contratenor. De orkestratie is eveneens eenvoudig gehouden; een basso continuo en twee violen volstaan. Het leidmotief zit onder de openingszin, die op het eind herhaald wordt:
Laudate Ceciliam,
in voce et organo.
('Looft Cecilia, met de stem en op het orgel.')
De ode wordt ingeleid door een strijkserssymfonie, die halverwege het werk hernomen wordt. In de laatste beweging, op het stuk 'O beata Cecilia', zit het meest lyrische deel van de ode, in een duet tussen contratenor en alt.
De tekst is sterk religieus getint en vormt een soort smeekbede aan Cecilia, die tussen de heiligen vertoeft en geprezen wordt. In wezen zou men de ode als een anthem kunnen opvatten; ook de tekst doet sterk aan een psalm denken (Modulemini psalmum novum: 'gij zinge een nieuwe psalm'). Van Purcells Cecilia-odes is deze wellicht de minst bekende.